# Красикова, Ольга Анатольевна
Ольга Анатольевна Красикова (род. 16 сентября 1959) — советская и российская актриса, Заслуженная артистка России (1996).

## Биография
Родилась 16 сентября 1959 года в Воронеже. Окончила театральное отделение Воронежского государственного института искусств, где её педагогом был Н. В. Дубинский. С 1980 года работала в Тульском театре драмы. В 1984 году стала лауреатом премии Тульского комсомола. В 1996 году Ольге Красиковой присвоено звание Заслуженной артистки России. В 2002 году получила диплом «Глубокая психологическая разработка роли» на I Театральном фестивале «Старейшие театры России в Калуге» за роль Елены в спектакле по пьесе Максима Горького «Чудаки». В 2014 году удостоена Благодарности Президента Российской Федерации.
На театральной сцене сыграла более семидесяти ролей в таких постановках, как «Уроки музыки» (1989), «Ромео и Джульетта» (1990), «Гарольд и Мод» (1991), «Пигмалион» (1999) и «Стеклянный зверинец» (2014). На телевидении исполнила небольшие роли в сериалах «Парни из стали», «Громовы», «За кремлёвской стеной», «Таксистка-3», «Закон и порядок». В 2020 году покинула Тульский театр драмы и была принята в труппу Театра на Васильевском в Санкт-Петербурге.
Была в браке с Константином Геклимовичем, с которым вместе училась в театральном училище. Бывший муж и сын также работают в Театре на Васильевском.